# Galleria Subalpina
La Galleria Subalpina est une galerie commerciale de la ville de Turin en Piémont.
Construite sur un projet de Pietro Carrera en 1873, et inaugurée le 30 septembre 1874, elle doit son nom à la Banca Industriale Subalpina qui en assura la construction.
La galleria joint la place Castello et la place Carlo Alberto (it), a une longueur de 50 m, une largeur de 14 m et une hauteur d'environ 18 m.
Elle présente un style de la Renaissance au baroque et son périmètre est bordé de balcons.
Le lieu fut occupé par le ministère des Finances pendant la période où Turin était la première capitale de l'État italien unifié. Diverses activités commerciales y sont accessibles : le café historique Caffè-Pasticceria Baratti & Milano, une galerie d'art, une librairie et un cinéma.Pendant son séjour turinois, le philosophe Friedrich Nietzsche y habita.

## Source de traduction
- (it) Cet article est partiellement ou en totalité issu de l’article de Wikipédia en italien intitulé « Galleria Subalpina » (voir la liste des auteurs).